# Leishmanioză viscerală
Leishmanioza viscerală (numită și kala-azar)  sau „ febra neagră ” este o boală parazitară endemică, produsă de Leishmania donovani, protozoar răspândit în India și în bazinul mediteraneean. Este cea mai severă formă de leishmanioză și, fără un diagnostic și tratament adecvat, este asociată cu mortalitate mare.
Boala se transmite de la câine la om prin insecta numită flebotom.
Parazitul migrează către organele interne, cum ar fi ficatul, splina (deci „viscerală”) și măduva osoasă și, dacă este lăsat netratată, va duce aproape întotdeauna la moartea gazdei. Printre simptome se menționează: febră, scădere în greutate, oboseală, anemie, ulcer al mucoasei, umflare a ficatului și a splinei. O preocupare deosebită, conform Organizației Mondiale a Sănătății (OMS), este problema emergentă a co-infecției HIV/VL.
VL este al doilea cel mai mare ucigaș de paraziți din lume (după malarie), responsabil pentru aproximativ 20.000 până la 30.000 de decese în fiecare an în întreaga lume. 
Upendranath Brahmachari a sintetizat ureea stibamină (carbostibamidă) în 1922 și a stabilit că este un substitut eficient pentru ceilalți compuși care conțin antimoniu în tratamentul VL cauzat de Leishmania donovani.